# Киндим
Киндим (порт. quindim) —  популярный бразильский запеченный десерт, приготовленный в основном из сахара, яичных желтков и тёртым  кокоса. Десерт имеет консистенцию очень густого крема, блестящую поверхность и интенсивно-жёлтый цвет. Обычно киндим готовится в порционных формочках, но может быть приготовлен и в большой форме и подаваться ломтиками. Такая версия носит название quindão.
Активное использование яичных желтков характерно для многих рецептов португальских сладостей. Предполагается, что рецепт киндима основан на одной из них (возможно, на бриза-ду-Лиш), но миндаль, характерный для метрополии, был заменён более доступным в Бразилии кокосом. 